# Nematus fuscomaculatus
Nematus fuscomaculatus är en stekelart som beskrevs av Förster 1854. Nematus fuscomaculatus ingår i släktet Nematus, och familjen bladsteklar. Arten är reproducerande i Sverige.